# Liste der Biografien/Baud
Liste der Biografien |
Portal Biografien |
Personensuche
# |
A |
B |
C |
D |
E |
F |
G |
H |
I |
J |
K |
L |
M |
N |
O |
P |
Q |
R |
S |
T |
U |
V |
W |
X |
Y |
Z |
?
 
Ba |
Be |
Bd |
Bg |
Bh |
Bi |
Bj |
Bl |
Bm |
Bn |
Bo |
Br |
Bs |
Bu |
Bw |
By |
Bz
 
Baa |
Bab |
Bac |
Bad |
Bae |
Baf |
Bag |
Bah |
Bai |
Baj |
Bak |
Bal |
Bam |
Ban |
Bao |
Bap |
Baq |
Bar |
Bas |
Bat |
Bau |
Bav |
Baw |
Bax–Baz
 
Baub |
Bauc |
Baud |
Baue |
Bauf |
Baug |
Bauh |
Bauk |
Baul |
Baum |
Baun |
Baup |
Bauq |
Baur |
Baus |
Baut |
Bauv |
Bauw |
Baux |
Bauy |
Bauz
Die Liste der Biografien führt alle Personen auf, die in der deutschsprachigen Wikipedia einen Artikel haben. Dieses ist eine Teilliste mit 168 Einträgen von Personen, deren Namen mit den Buchstaben „Baud“ beginnt.

## Baud
- Baud, Antoine (1805–1867), Schweizer römisch-katholischer Priester
- Baud, Arvild J. (* 1975), Schweizer Künstler
- Baud, Charles (1825–1908), Schweizer Politiker
- Baud, Frédéric (* 1975), französischer Nordischer Kombinierer
- Baud, Jacquemine (* 1988), französische Biathletin
- Baud, Lucie (1870–1913), französische Seidenweberin und Gewerkschafterin
- Baud, Mattéo (* 2002), französischer Nordischer Kombinierer
- Baud, Michel (1963–2012), französischer Ägyptologe
- Baud, Romane (* 2006), französische Nordische Kombiniererin
- Baud, Rosenell (* 1942), schweizerisch-kolumbianische Malerin, Zeichnerin und Lehrerin
- Baud, Sébastien (* 2000), französischer Autorennfahrer
- Baud-Bovy, Auguste (1848–1899), Schweizer Maler
- Baud-Bovy, Daniel (1870–1958), Schweizer Schriftsteller und Maler
- Baud-Bovy, Samuel (1906–1986), Schweizer Musiker, Musikologe und Neogräzist

### Bauda
- Baudach, Frank (* 1957), deutscher Literaturwissenschaftler
- Baudach, Ralph (* 1982), deutscher TV-Journalist, Moderator, Nachrichtensprecher und Musiker
- Baudach, Ulrich (1921–1992), deutscher Kirchenmusiker
- Baudaert, Willem (1565–1640), niederländischer Theologe
- Baudat, Maurice (1888–1969), Schweizer Politiker (LPS)

### Baude
- Baude, Christian (* 1982), deutscher Rennrodler und Skeletonfahrer und -trainer
- Baude, Marcel (* 1989), deutscher Fußballspieler
- Baudéan, Henri de († 1653), französischer Adliger und Militär
- Baudeau, Nicolas (1730–1792), französischer Ökonom, Theologe, Journalist
- Baudecroux, Jean-Paul (* 1946), französischer Unternehmensgründer
- Baudelaire, Charles (1821–1867), französischer Dichter und SchriftstellerCharles Baudelaire (1821–1867)

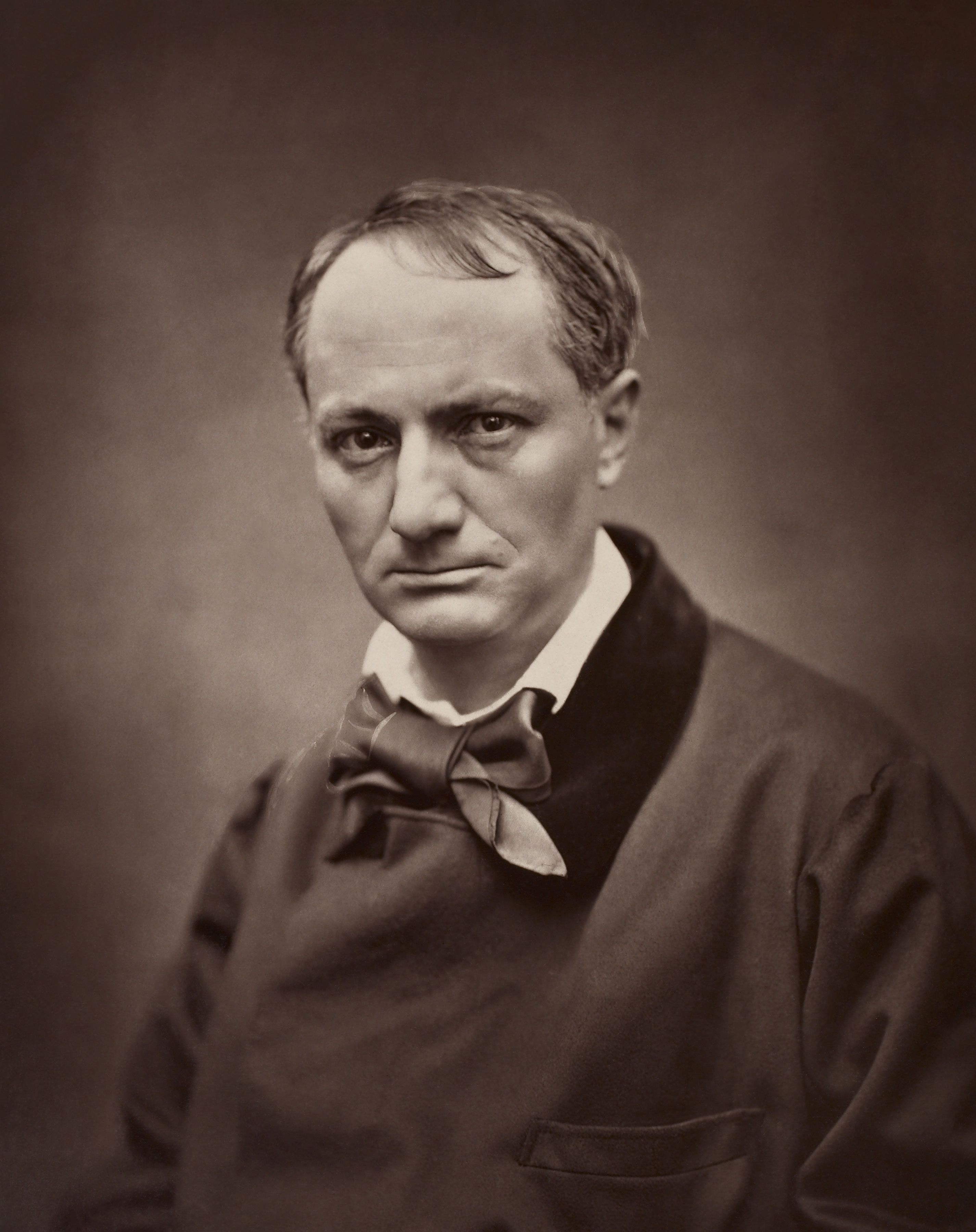
Charles Baudelaire (1821–1867)

- Baudelocque, Jean Louis (1745–1810), französischer Arzt und Geburtshelfer
- Baudelot de Dairval, Charles César (1648–1722), französischer Antiquar, Numismatiker und Gemmenforscher
- Baudelot, Christian (* 1938), französischer Soziologe
- Baudenbacher, Carl (* 1947), Schweizer Jurist
- Baudenbacher, Emil (1874–1921), Schweizer evangelischer Geistlicher und Volksschriftsteller
- Baudenbacher, Laura Melusine (* 1985), Schweizer Juristin
- Baudens, Lucien (1804–1857), französischer Chirurg
- Bauder, Albert (1853–1930), deutscher Architekt und Zeichenlehrer
- Bauder, Eugen (* 1986), deutscher Schauspieler und Model
- Bauder, Johann Friedric (1731–1831), preußischer und bayerischer Jurist und Beamter
- Bauder, Johann Friedrich (1713–1791), Händler, Bürgermeister der Stadt Altdorf und Entdecker des dortigen Marmors
- Bauder, Marc (* 1974), deutscher Filmregisseur und FilmproduzentMarc Bauder (* 1974)

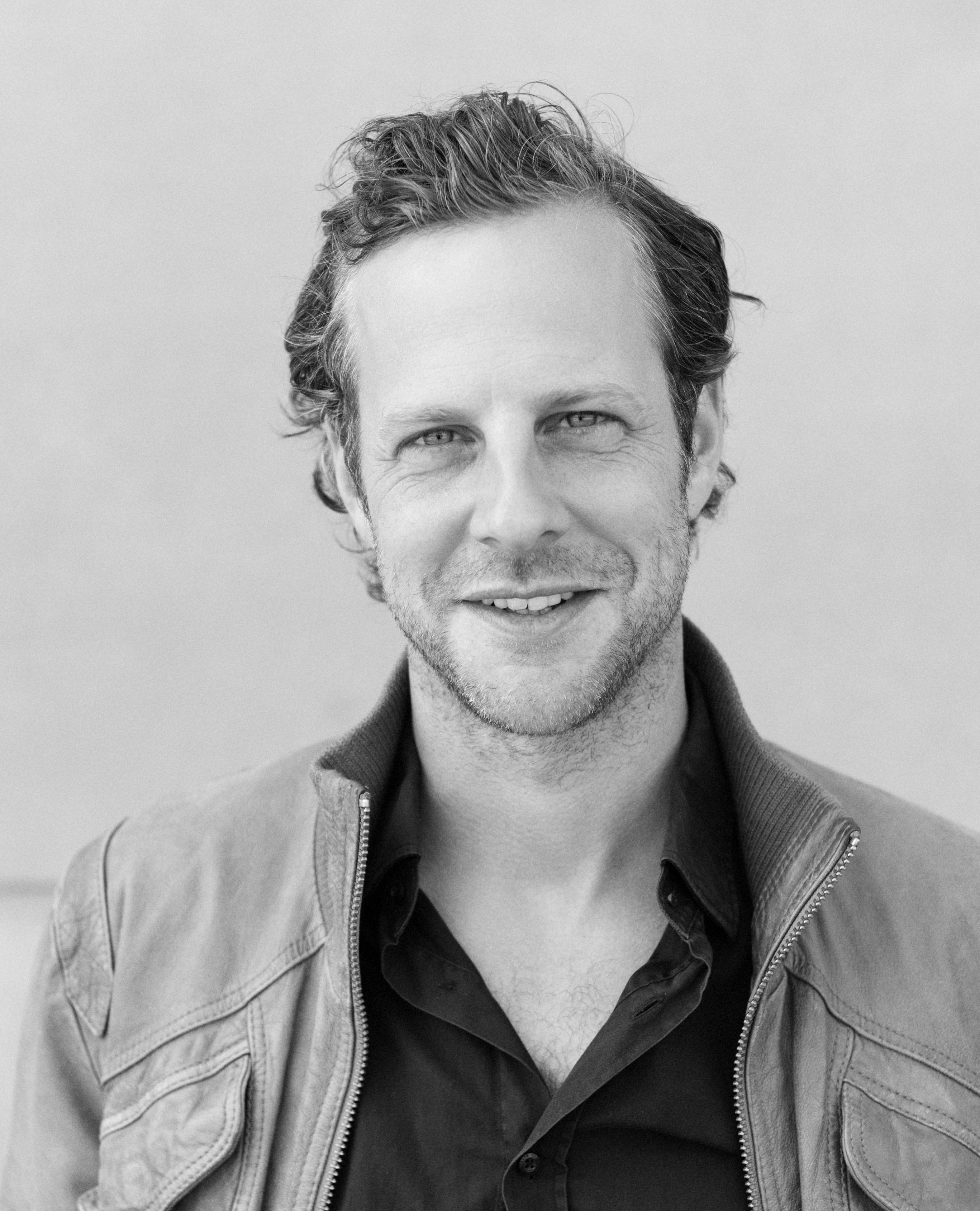
Marc Bauder (* 1974)

- Bauder, Matt (* 1976), US-amerikanischer Jazz- und Improvisationsmusiker (Saxophon, Klarinette) und Komponist
- Bauder, Max (* 1877), deutscher Architekt
- Bauder, Otto (1912–2002), deutscher Politiker (SPD, SAP) und Widerstandskämpfer
- Bauder, Robert (1916–1991), Schweizer Politiker (FDP)
- Bauder, Theodor (1888–1945), deutscher Bauingenieur und SA-Führer
- Bauder, Ulrich (* 1944), deutscher Physiker, Chemiker und Hochschullehrer
- Baudère, Raymond (1920–2007), Schweizer Politiker (KVP)
- Bauderlique, Mathieu (* 1989), französischer Boxer
- Baudert, August (1860–1942), deutscher Publizist und Politiker (SPD), MdR
- Baudesson, Nicolas († 1680), französischer Blumen- und Stilllebenmaler
- Baudet, Étienne (1638–1711), französischer Kupferstecher
- Baudet, Han (1891–1921), niederländischer Mathematiker und Schachspieler
- Baudet, Philippe (1901–1981), französischer Botschafter
- Baudet, Thierry (* 1983), niederländischer Autor, Historiker, Jurist und PolitikerThierry Baudet (* 1983)

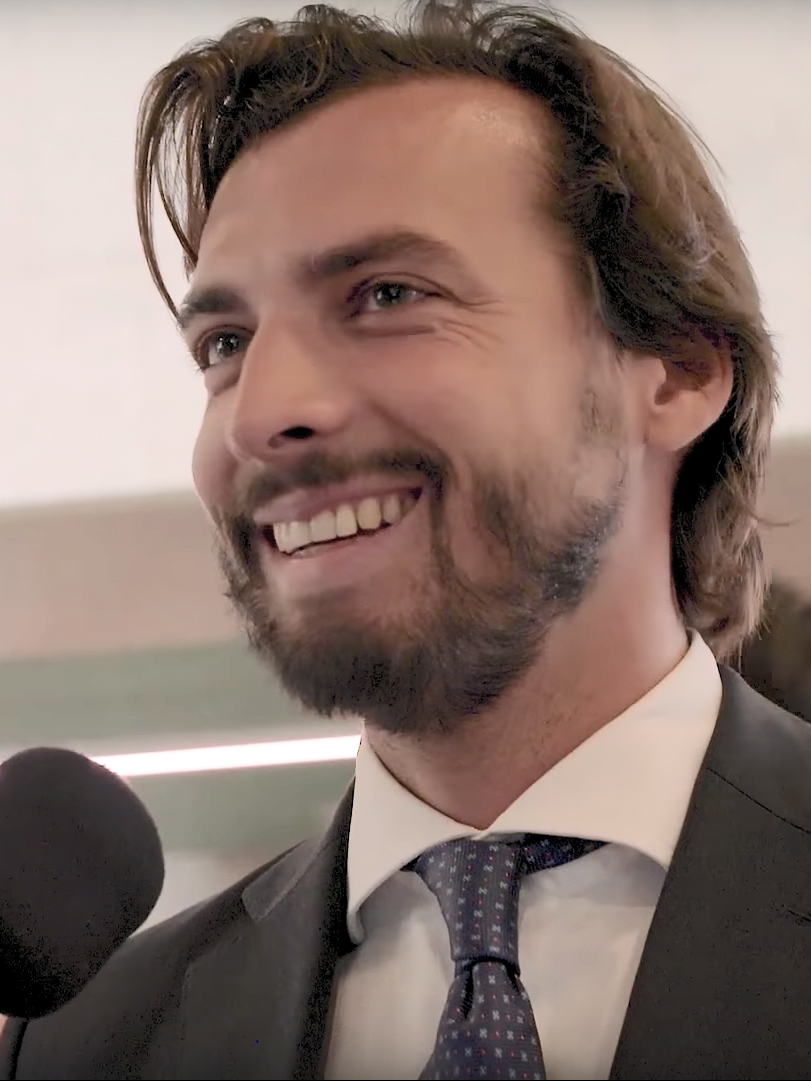
Thierry Baudet (* 1983)

- Baudevin, Paul (1838–1880), deutscher Landtagsabgeordneter

### Baudh
- Baudhayana, indischer Mathematiker

### Baudi
- Baudichon, François-de-Paul (1812–1882), französischer Priester, Apostolischer Vikar der Marquesas-Inseln
- Baudichon, Simon († 1584), französischer Arzt
- Baudilius von Nîmes, Märtyrer, Heiliger
- Baudin, Alex (* 2001), französischer Radrennfahrer
- Baudin, Charles (1784–1854), französischer Admiral
- Baudin, Francesca (* 1993), italienische Skilangläuferin
- Baudin, Henry (1876–1929), Schweizer Architekt
- Baudin, Louis (1887–1964), belgisch-französischer Wirtschaftswissenschaftler und Schriftsteller
- Baudin, Nicolas (1754–1803), französischer Seefahrer und Expeditionsleiter
- Baudin, Pierre (1863–1917), französischer Politiker und Schriftsteller
- Baudinne, Robert (* 1900), belgischer Eishockeyspieler
- Baudino, Stefano (* 1963), italienischer Radrennfahrer
- Baudiot, Charles-Nicolas (1773–1849), französischer Cellist und Komponist der Klassik und Frühromantik
- Baudis, Dominique (1947–2014), französischer Journalist und Politiker (UMP), Mitglied der Nationalversammlung, MdEP
- Baudis, Gottfried Leonhard der Ältere (1683–1739), deutscher Rechtswissenschaftler
- Baudis, Gottfried Leonhard der Jüngere (1712–1764), deutscher Historiker, Rechtswissenschaftler, Hochschullehrer und Bibliothekar
- Baudis, Hans Wenzel (1879–1947), deutscher Lehrer und Schriftsteller
- Baudiš, Pavel (* 1960), tschechischer Software-Ingenieur, Unternehmer und Mitgründer von Avast
- Baudisch, Elisabeth (1929–2022), österreichische Architektin, Fotografin, Pädagogin und Gönnerin
- Baudisch, Hans (1881–1948), österreichischer Ingenieur
- Baudisch, Heinrich (1905–1992), tschechoslowakisch-deutscher Maler
- Baudisch, Joe (* 1964), deutscher Schlagzeuger
- Baudisch, Oskar (1881–1950), österreichischer Biochemiker und Strahlenforscher
- Baudisch, Roman (1905–1979), deutscher Ministerialbeamter
- Baudisch-Wittke, Gudrun (1907–1982), österreichische Keramikerin, Bildhauerin und Malerin
- Baudiß, Leo (1861–1914), österreichischer Maschinenbau-Ingenieur und Hochschullehrer
- Baudissin, Adalbert Heinrich Friedrich von (1821–1875), deutscher Verwaltungsjurist, zeitweilig Landdrost der Herrschaft Pinnerberg, und Gutsherr auf Borstel
- Baudissin, Adelbert Heinrich von (1820–1871), deutscher Schriftsteller
- Baudissin, Annie von (1868–1915), deutsche Schriftstellerin
- Baudissin, Carl Ludwig von (1756–1814), königlich dänischer Generalmajor und Gouverneur von Kopenhagen
- Baudissin, Caroline Adelheid Cornelia von (1759–1826), deutsche Schriftstellerin
- Baudissin, Christian (* 1956), deutscher Dokumentarfilmer
- Baudissin, Eduard von (1823–1883), deutscher Politiker, MdR
- Baudissin, Eva von (1869–1943), deutsche Schriftstellerin
- Baudissin, Friedrich von (1852–1921), deutscher Admiral
- Baudissin, Georg von (1910–1992), deutscher Diplomat, Politologe und Jurist
- Baudissin, Georg von (1943–2012), deutscher Journalist und Verleger
- Baudissin, Gustav Adolf von (1626–1695), königlich dänischer Generalleutnant und Unternehmer
- Baudissin, Heinrich Christoph von (1709–1786), kursächsischer General der Infanterie, Gouverneur von Dresden und der Festung Königstein
- Baudissin, Heinrich Friedrich von (1753–1818), dänischer Botschafter in Berlin
- Baudissin, Heinrich Günther von (1636–1673), Amtmann von Gottorp und herzoglicher Hofmarschall
- Baudissin, Klaus Graf von (1891–1961), deutscher Kunsthistoriker und SS-Führer
- Baudissin, Nikolaus von (1838–1917), deutscher Verwaltungsjurist und Abgeordneter in Preußen
- Baudissin, Otto Friedrich Magnus von (1792–1865), deutscher Offizier
- Baudissin, Sophie von (1817–1894), deutsche Schriftstellerin
- Baudissin, Thekla von (1812–1885), deutsche Schriftstellerin
- Baudissin, Theodor von (1874–1950), deutscher Verwaltungsjurist
- Baudissin, Traugott von (1831–1905), deutscher Verwaltungsjurist und Regierungsbeamter
- Baudissin, Ulrich von (1816–1893), deutscher Schriftsteller und Maler
- Baudissin, Wolf Ernst Hugo Emil von (1867–1926), deutscher Schriftsteller, Journalist und Verleger
- Baudissin, Wolf Friedrich Ottomar von (1812–1887), Königlich dänischer Gerichtsoffizier, kaiserlicher deutscher Postdirektor und Schriftsteller
- Baudissin, Wolf Heinrich von (1579–1646), kursächsischer General im Dreißigjährigen Krieg
- Baudissin, Wolf Heinrich von (1671–1748), kursächsischer Kabinettsminister und General im Großen Nordischen Krieg
- Baudissin, Wolf Heinrich von (1789–1878), deutscher Diplomat, Schriftsteller und Übersetzer
- Baudissin, Wolf von (1907–1993), deutscher Generalleutnant und Friedensforscher
- Baudissin, Wolf Wilhelm von (1847–1926), deutscher Theologe und Autor
- Bauditz, Hinrich Conrad († 1715), deutscher Porträtmaler und Ingenieuroffizier
- Bauditz, Jens (* 1981), deutscher Chorleiter und Dirigent
- Bauditz, Peter von (1817–1864), dänischer Offizier und Bildhauer
- Bauditz, Sophus (1850–1915), dänischer Pädagoge, Autor und Dramatiker
- Baudius, Dominicus (1561–1613), niederländisch-französischer Jurist, Dichter, Gelehrter und Historiker
- Baudius, Karl Friedrich (1796–1860), deutscher Schauspieler

### Baudl
- Baudler, Georg (1936–2023), deutscher römisch-katholischer Theologe
- Baudler, Marianne (1921–2003), deutsche Chemikerin
- Baudlot, Jean (1947–2021), französischer Komponist und Sänger

### Baudo
- Baudo, Pippo (1936–2025), italienischer ModeratorPippo Baudo (1936–2025)

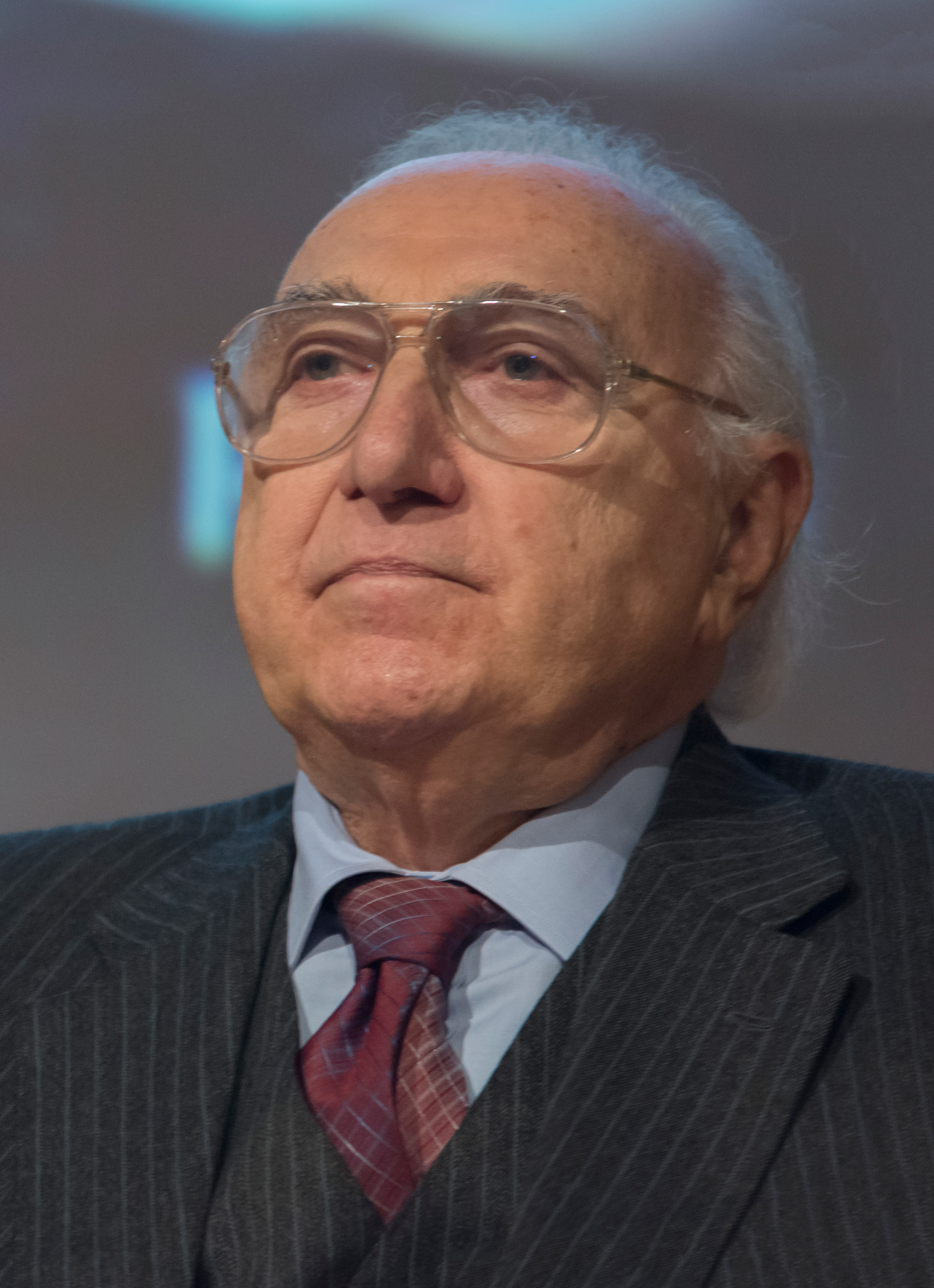
Pippo Baudo (1936–2025)

- Baudo, Serge (* 1927), französischer Dirigent
- Baudoin, Edmond (* 1942), französischer Illustrator und Comiczeichner
- Baudoin, Jean (1590–1650), französischer Autor, Übersetzer
- Baudoin, Jean-Baptiste (1831–1875), französischer katholischer Priester und Missionar in Island
- Baudoin, Yves (1919–2004), französischer Badmintonspieler
- Baudonivia, Priorin der Abtei Ste-Croix
- Baudot, Anatole de (1834–1915), französischer Architekt, Denkmalpfleger und Architekturtheoretiker
- Baudot, Émile (1845–1903), französischer Ingenieur und Erfinder
- Baudouin (1930–1993), belgischer Adeliger; König von Belgien (1951–1993)Baudouin (1930–1993)

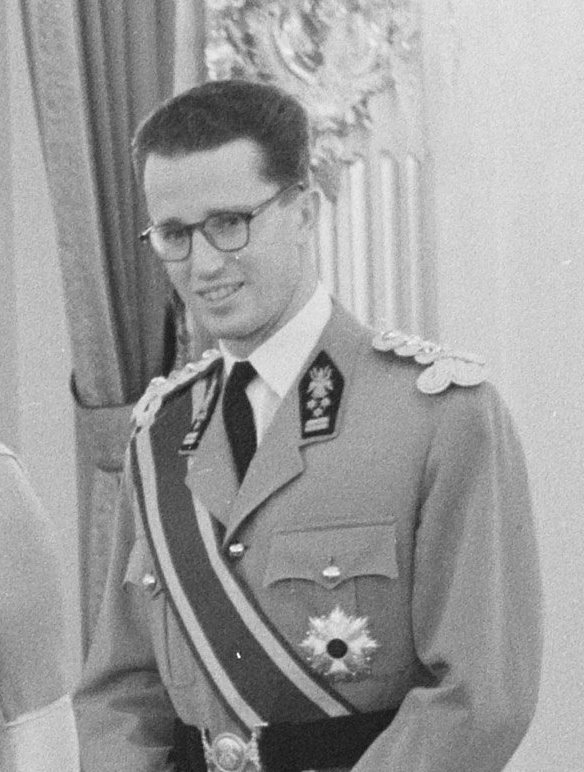
Baudouin (1930–1993)

- Baudouin de Béthune († 1212), Graf von Aumale, Baron von Holderness und Skipton
- Baudouin de Courtenay, Jan (1845–1929), polnischer Linguist und Slawist
- Baudouin de Courtenay-Ehrenkreutz-Jędrzejewiczowa, Cezaria Anna (1885–1967), polnische Ethnologin
- Baudouin de Meules († 1090), Seigneur de Meules et du Sap (Normandie), Lord of Okehampton (Devon) und Sheriff von Devon
- Baudouin von Belgien (1869–1891), Prinz von Belgien
- Baudouin, Benoît († 1632), französischer Lehrer und Philologe
- Baudouin, Bernard (* 1952), esoterischer Sachbuchautor
- Baudouin, François (1520–1573), französischer Professor für Zivilrecht und Autor
- Baudoüin, Paul (1844–1931), französischer Genre-, Landschafts- und Dekorationsmaler
- Baudouin, Paul (1894–1964), französischer Politiker
- Baudouin, Paule (* 1984), französische Handballspielerin und -trainerin
- Baudouin, Pierre Antoine (1723–1769), französischer Maler und Zeichner
- Baudoux, Bernard (1928–2024), französischer Florettfechter
- Baudoux, Maurice (1902–1988), kanadischer Geistlicher, Erzbischof von Saint-Boniface

### Baudr
- Baudrexel, Martin (* 1970), deutscher Koch
- Baudrexel, Philipp Jakob (1627–1691), deutscher Theologe und Komponist
- Baudri, Friedrich (1808–1874), deutscher Maler und Politiker, MdR
- Baudri, Johann Anton Friedrich (1804–1893), deutscher Geistlicher, Weihbischof und Generalvikar in Köln
- Baudricourt, Jean de († 1499), Marschall von Frankreich, Gouverneur von Burgund
- Baudricourt, Robert de († 1454), lothringischer Adliger und Militär
- Baudrier, Jacques (* 1872), französischer Segler
- Baudrier, Lucien (1861–1930), französischer Segler
- Baudrier, Yves (1906–1988), französischer Komponist und Segler
- Baudrillard, Jean (1929–2007), französischer Philosoph und SoziologeJean Baudrillard (1929–2007)

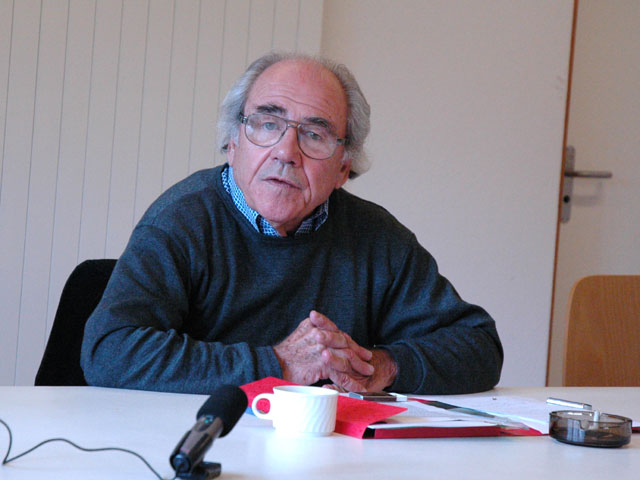
Jean Baudrillard (1929–2007)

- Baudrillart, Alfred (1859–1942), französischer Geistlicher, Kardinal der römisch-katholischen Kirche
- Baudrillart, Henri (1821–1892), französischer Nationalökonom
- Baudrimont, Alexandre Édouard (1806–1880), französischer Chemiker
- Baudry, Charles (1829–1883), deutscher Industrieller und Politiker
- Baudry, Étienne (* 1940), französischer Zisterzienserabt
- Baudry, Frédéric (1818–1885), französischer Philologe und Bibliothekar
- Baudry, Patrick (* 1946), französischer Astronaut
- Baudry, Paul (1828–1886), französischer Maler

### Bauds
- Baudson, Tanja Gabriele (* 1976), deutsche Begabungsforscherin

### Baudu
- Bauduc, Ray (1906–1988), US-amerikanischer Jazz-Schlagzeuger
- Bauduin, Jean Pierre, belgischer Badmintonspieler
- Bauduin, Pierre (* 1964), französischer Historiker

### Baudy
- Baudy, Gerhard (* 1950), deutscher Klassischer Philologe
- Baudyš, Antonín (1946–2010), tschechischer Politiker, Physiker und Astrologe
- Baudyš, Stanislav (1906–1972), tschechischer kommunistischer Politiker

### Baudz
- Baudzus, Vanessa (* 1978), deutsche Fußballspielerin